# Nome de Piérie
Le nome de Piérie (en grec : νομός Πιερίας) est un nome, une ancienne subdivison de la Grèce avant la réforme du Programme Kallikratis de 2011. Il est aujourd'hui remplacé par le district régional de Piérie, dans la périphérie de Macédoine-Centrale ; sa capitale est la ville de Kateríni.
Pour les Anciens, les Muses, naquirent de Zeus et de Mnémosyne dans cette région ; Hésiode, dans sa Théogonie, l’évoque en ces termes : « C'est en Piérie qu'unie au Cronide, leur père, les enfanta Mnémosyne, reine des coteaux d'Éleuthère, pour être l'oubli des malheurs, la trêve aux soucis. » (trad. Paul Mazon). De cette région de Thrace antique sont originaires les neuf muses.

## Municipalités

Les municipalités du Nome de Piérie

| Dème             | YPES code | Chef-lieu (si nom différent) | Code postal | Préfixe tel.      |
| ---------------- | --------- | ---------------------------- | ----------- | ----------------- |
| Aigínio          | 4201      | -                            | 603 00      | 23530-2           |
| Dion             | 4203      | Kondariótissa                | 601 00      | 23510-51          |
| Olympos de l'est | 4202      | Leptokaryá                   | 600 63      | 23520-3           |
| Elafína          | 4204      | Paleó Keramídi               | 601 00      | 23510-92          |
| Kateríni         | 4205      | -                            | 601 00      | 23510-2 through 7 |
| Kolindrós        | 4206      | -                            | 600 61      | 23530-3           |
| Korinós          | 4207      | -                            | 600 62      | 23510-41          |
| Litóchoro        | 4208      | -                            | 602 00      | 23520-8           |
| Méthone          | 4209      | -                            | 600 66      | 23530-4           |
| Paralía          | 4210      | Kallithéa                    | 601 00      | 23510-4           |
| Pétra            | 4211      | Milia                        | 601 00      | 23510-8           |
| Piérii           | 4212      | Ritini                       | 601 00      | 23510-82          |
| Pydna            | 4213      | -                            | 600 64      | 23510-7           |